# بنجامين هاريسون الثالث
بنجامين هاريسون الثالث (بالإنجليزية: Benjamin Harrison III)‏ هو أمين الخزينة أمريكي، ولد في 1673 في فرجينيا في الولايات المتحدة، وتوفي بنفس المكان في 1710.